# Risoleta Neves
Risoleta Tolentino Neves (Cláudio, 20 de julho de 1917 — Rio de Janeiro, 21 de setembro de 2003) foi a esposa do presidente eleito do Brasil, Tancredo Neves. Não chegou a ser oficialmente primeira-dama do Brasil, visto que seu marido falecera antes de tomar posse da presidência. Antes disso, foi primeira-dama de Minas Gerais de 1983 a 1984 e foi Cônjuge do Primeiro-Ministro do Brasil de 1961 a 1962.

## Biografia

### Família

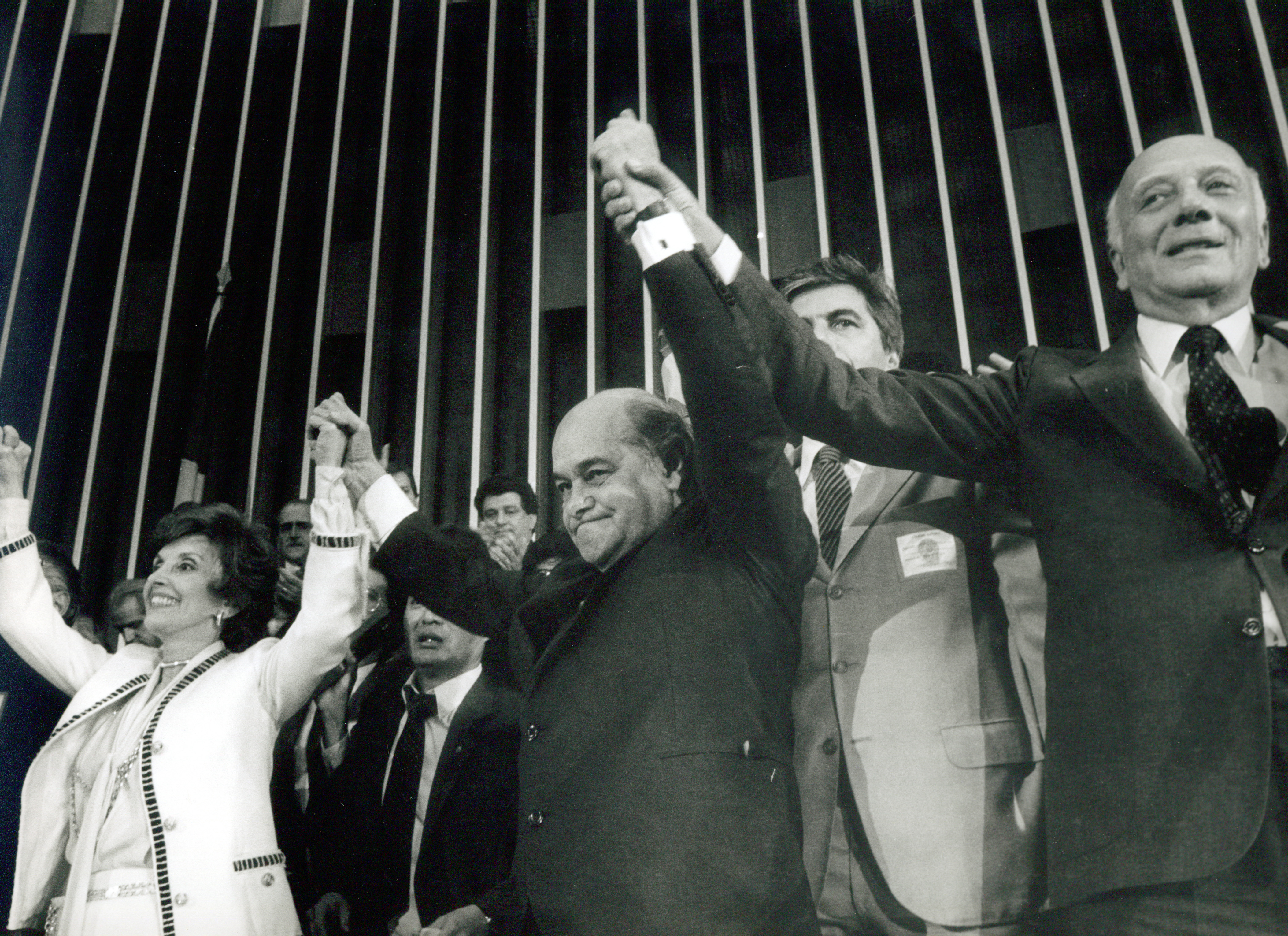
Risoleta, Tancredo Neves e Ulysses Guimarães em 1985.

Nascida na Fazenda da Mata, interior de Minas Gerais, em 20 de julho de 1917, sendo a segunda criança e única mulher de Quinto Alves Tolentino e Maria Inês Guimarães. Ficou órfã do pai ainda aos nove anos. Teve mais cinco irmãos: Domingos, Edson, Múcio, Oswaldo e Quinto Filho.
Em São João del-Rei, fez o curso normal e conheceu Tancredo, jovem advogado que estava iniciado sua carreira política. Eles se casaram no 25 de maio de 1938 e tiveram três filhos: Inês Maria, nascida em 1939; Maria do Carmo, nascida em 1941; e Tancredo Augusto, nascido em 1943. Sua filha Inês Maria é a mãe de Aécio Neves, ex-governador de Minas Gerais e ex-senador pelo partido PSDB. O casamento durou quase 47 anos, até a morte de Tancredo, em 1985.
Considerada o alicerce de sua família, Risoleta foi uma mulher discreta, embora atuante na construção da política democrática. Esteve sempre ao lado do marido, acompanhando-o em sua trajetória política. Era avessa à entrevistas, preferindo colher as perguntas na forma escrita e respondendo posteriormente.
Em 1986, ano em que Aécio Neves foi eleito deputado federal, o presenteou com um escritório no Solar da família.
Foi uma grande incentivadora da candidatura do neto ao governo do Estado, fato em que no dia da eleição descobriu que seu título havia sido cancelado pelo Tribunal Regional Eleitoral (TRE).
Deixei de votar porque estava doente, mas estou muito orgulhosa por ele estar seguindo o caminho do avô e isso me deu ânimo para vir aqui. O voto ficou no coração.— Risoleta Neves.

### Morte

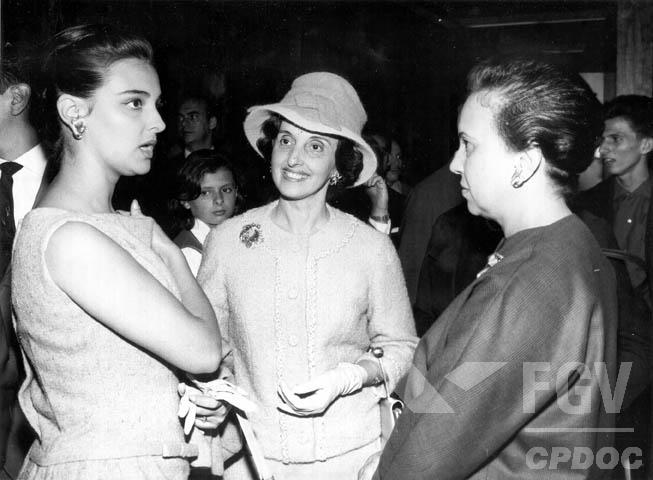
Risoleta ao lado da filha Inês Maria e de Amélia Resende Passos, em 1961.

Morreu aos oitenta e seis anos vítima de falência múltipla dos órgãos, em 21 de setembro de 2003, no Hospital Copa D'Or, no Rio de Janeiro, vítima de complicações decorrentes de diverticulite. Esteve internada desde 25 de julho de 2003, tendo realizado duas operações na tentativa de conter a inflamação que obstruía o intestino. O corpo de dona Risoleta Neves foi levado para São João Del Rey na mesma tarde, sendo o translado feito por um jato fretado, que decolou do aeroporto Santos Dumont por volta das 14h. O velório aconteceu no Solar dos Neves, no largo do Rosário, casarão colonial em que ela e Tancredo moravam.
Risoleta está enterrada ao lado do túmulo de seu finado marido, no cemitério da Igreja de São Francisco de Assis em São João del-Rei.

## Homenagens
O Hospital Risoleta Tolentino Neves em seu Estado Natal leva seu nome.

## Representações na cultura
Foi interpretada pela atriz Esther Góes no filme O Paciente – O Caso Tancredo Neves, em 2018.